# Naseer Ahamed

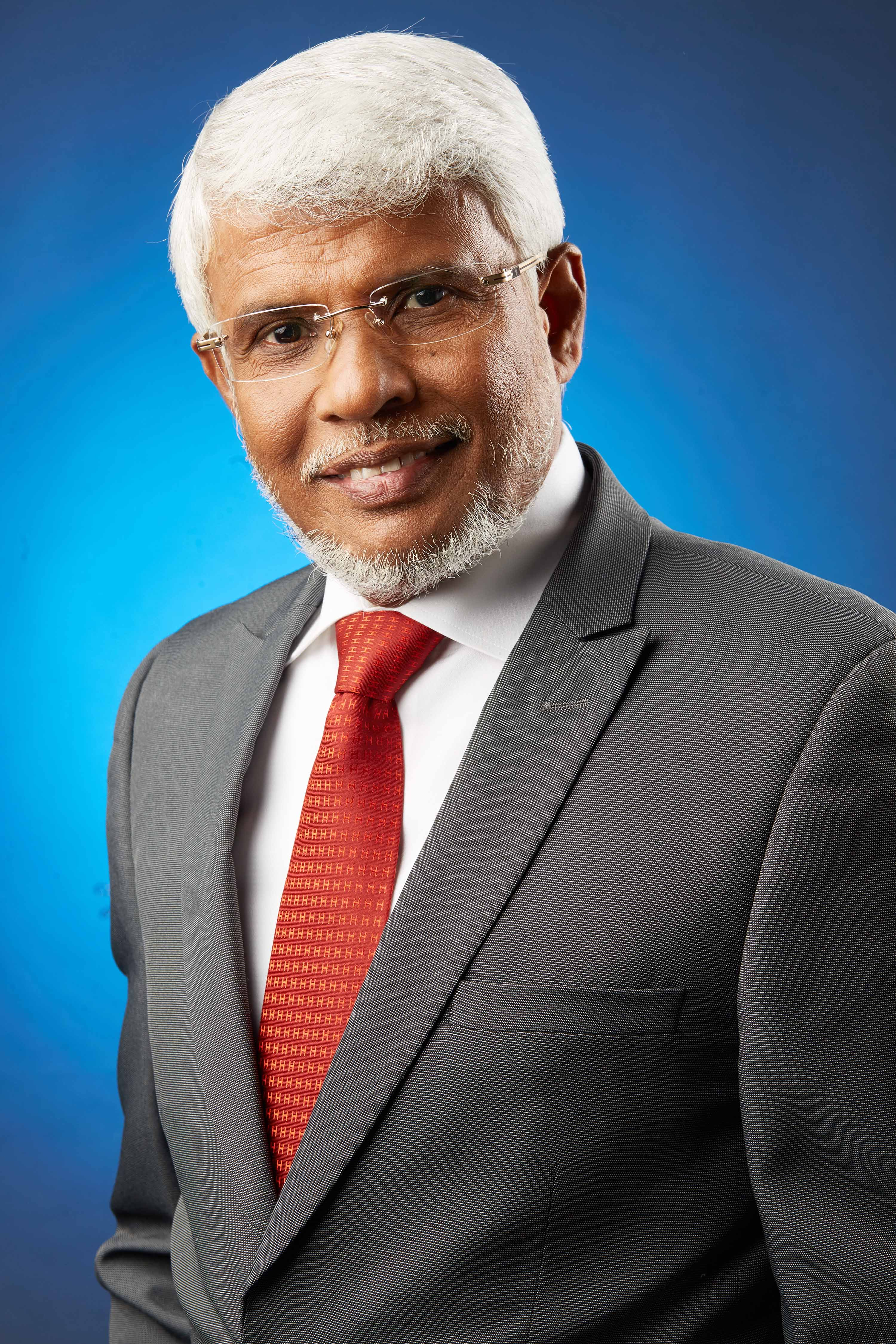
Naseer Ahamed (2018)

Hafiz Naseer (Nazeer) Ahamed Zainulabdeen (singhalesisch ලක්ෂ්මන් යාපා අබේවර්ධන, Tamil නසීර් අහමඩ්; * 16. April 1961) ist ein sri-lankischer Politiker der National Unity Alliance (NUA), der Democratic Unity Alliance (DUA) und des Sri Lanka Muslim Congress (SLMC), der unter anderem Chief Minister der Ostprovinz, Umweltminister sowie Gouverneur der Nordwestprovinz war.

## Leben
Hafiz Nazeer Ahamed Zainulabdeen absolvierte ein Studium der Ingenieurwissenschaften an der King Fahd University of Petroleum and Minerals (KFUPM) in Dhahran, welches er mit einem Bachelor of Science (B.Sc. in Engineering) beendete. Er war danach als Ingenieur tätig und engagierte zunächst von 1999 bis 2002 in der National Unity Alliance (NUA) sowie zwischen 2003 und 2012 in der Democratic Unity Alliance (DUA). Zugleich fungierte er als stellvertretender Vorsitzender des Sri Lanka Muslim Congress (SLMC). Er war zwischen 2007 und 2010 Berater von Staatspräsident Mahinda Rajapaksa. und wurde im September 2012 Mitglied des Rates der Ostprovinz, in dem er bis September 2017 den Wahlkreis „Batticaloa District“ vertrat. Zugleich übernahm er in der Regierung der Ostprovinz unter Chief Minister Mohamed Najeeb Abdul Majeed von September 2012 bis Februar 2015 den Posten als Provinzminister für Landwirtschaft, Viehzucht, ländliche Industrieentwicklung, Fischerei und Tourismus.
Als Nachfolger von Mohamed Najeeb Abdul Majeed wurde Naseer Ahamed am 6. Februar 2015 selbst Chief Minister der Ostprovinz und bekleidete dieses Amt bis zum 30. September 2017. Am 20. August 2020 wurde für die SLMC Mitglied des Parlaments von Sri Lanka und vertrat in diesem bis zum 6. Oktober 2023 den Wahlkreis „Batticaloa District“. In den Kabinetten von Premierminister Mahinda Rajapaksa (April bis 9. Mai 2022), Ranil Wickremesinghe (3. Mai bis 22. Juli 2022) und Dinesh Gunawardena bekleidete er von April 2022 bis Oktober 2023 als Umweltminister. Am 2. Mai 2024 löste er Lakshman Yapa Abeywardena als Gouverneur der Nordwestprovinz ab und bekleidete diesen Posten bis zu seiner Ablösung durch Tissa Kumarasiri am 25. September 2024.